# JPMorgan Chase Tower (Dallas)
Pour les articles homonymes, voir JPMorgan Chase Tower.
La JP Morgan Chase Tower (anciennement connue sous le nom de Texas Commerce Tower) est un gratte-ciel situé au 600 Travis Street dans le centre-ville de Houston, au Texas, aux États-Unis. Achevé en 1982, l’édifice mesure 305,4 mètres de hauteur, ce qui en fait le plus haut bâtiment de Houston et l’un des plus hauts gratte-ciels des États-Unis à sa date d’achèvement. Il demeure aujourd’hui le plus haut gratte-ciel du Texas et le cinquième plus haut à l’ouest du Mississippi.

## Conception et construction
Le projet de la tour a été commandité par Texas Commerce Bank, une importante institution bancaire du Texas, dans le contexte d'une forte expansion économique de l'État au cours des années 1970. La conception a été confiée au cabinet d’architecture I. M. Pei & Partners, dirigé par le célèbre architecte I. M. Pei, en collaboration avec 3D/International pour la mise en œuvre locale.
La construction a débuté en 1979 et s’est achevée en 1982. Le bâtiment a été officiellement ouvert au public en octobre de la même année. Il a été renommé JP Morgan Chase Tower en 2000, à la suite de la fusion entre Chase Manhattan Corporation et J.P. Morgan & Co., et l'intégration de Texas Commerce Bank dans le groupe Chase.

## Design et structure
La JP Morgan Chase Tower se distingue par son design minimaliste moderniste, typique des réalisations de Pei. L’édifice adopte une forme pentagonale irrégulière, résultant en des angles inégaux et une silhouette unique dans le skyline de Houston.
- Hauteur totale : 305,4 mètres
- Nombre d’étages : 75 (plus 5 niveaux souterrains)
- Surface totale : environ 190 000 m²
- Façade : verre réfléchissant et aluminium anodisé
- Noyau central : structure en béton armé abritant les ascenseurs, escaliers, et services techniques

Le bâtiment est conçu pour résister aux vents violents et aux conditions météorologiques extrêmes qui peuvent affecter la région de Houston.

## Intérieur et aménagements
L’intérieur du gratte-ciel a été pensé pour accueillir principalement des bureaux. Parmi les aménagements notables :
- Un atrium public de cinq étages comprenant un espace d’exposition artistique et une fontaine centrale
- Un théâtre de 250 places utilisé pour des conférences et événements culturels
- Plusieurs ascenseurs à grande vitesse, dont certains sont réservés aux étages supérieurs

L’observatoire public situé au 60e étage, connu sous le nom de Sky Lobby, a été fermé au public après les attentats du 11 septembre 2001 pour des raisons de sécurité.

## Conservation et rénovations
La tour a subi plusieurs rénovations majeures depuis sa construction :
- 1996 : modernisation des systèmes d’ascenseurs
- 2010 : mise à jour des systèmes CVC et amélioration de l'efficacité énergétique
- 2022 : rénovation complète du hall et des zones publiques, intégration d'œuvres d’art numérique